# Puerto Rico en los Juegos Olímpicos de Atenas 2004
Puerto Rico estuvo representado en los Juegos Olímpicos de Atenas 2004 por un total de 43 deportistas, 32 hombres y 11 mujeres, que compitieron en 15 deportes.
El portador de la bandera en la ceremonia de apertura fue el jugador de baloncesto Carlos Alberto Arroyo. El equipo olímpico puertorriqueño no obtuvo ninguna medalla en estos Juegos.